# Rhynchomys
Rhynchomys é um gênero de roedores da família Muridae.

## Espécies
- Rhynchomys banahao Balete et al., 2007
- Rhynchomys isarogensis Musser & Freeman, 1981
- Rhynchomys soricoides Thomas, 1895
- Rhynchomys tapulao Balete et al., 2007